# De Boeken van de Heren der Duisternis
De Boeken van de Heren der Duisternis (Tales from the Flat Earth)  is een serie van vijf fantasy-boeken van de Britse schrijfster Tanith Lee, die ze tussen 1978 en 1987 schreef. De vijf delen van de serie zijn Heerser van de Nacht, Meester van de Dood, Meester van de Waan, Vrouwe der ijlingen en Prinses van de Nacht
De verhalen spelen zich af in de oude tijden toen de aarde nog plat was en gaan over de demonen van de Onderaarde.

## De Boeken van de Heren der Duisternis
- 1978 -  Heerser van de Nacht (Night's Master)
- 1979 -  Meester van de Dood (Death's Master)
- 1981 -  Meester van de Waan (Delusion's Master)
- 1986 -  Vrouwe der ijlingen (Delirium's Mistress)
- 1987 -  Prinses van de Nacht (Night's Sorceries)